# Gazeta Wyborcza

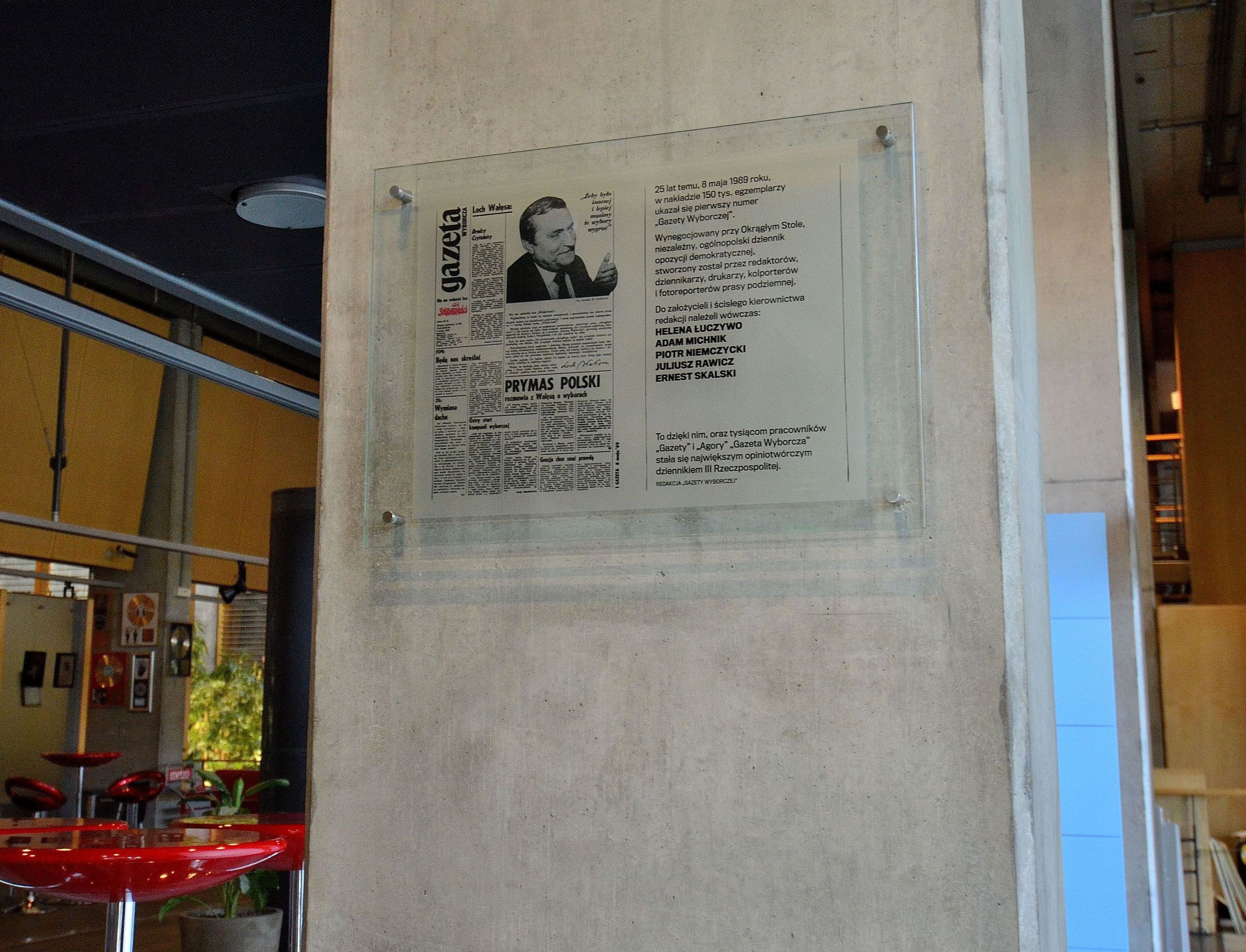
Tablica upamiętniająca ukazanie się pierwszego numeru „Gazety Wyborczej” oraz założycieli dziennika, odsłonięta w holu siedziby redakcji 9 maja 2014

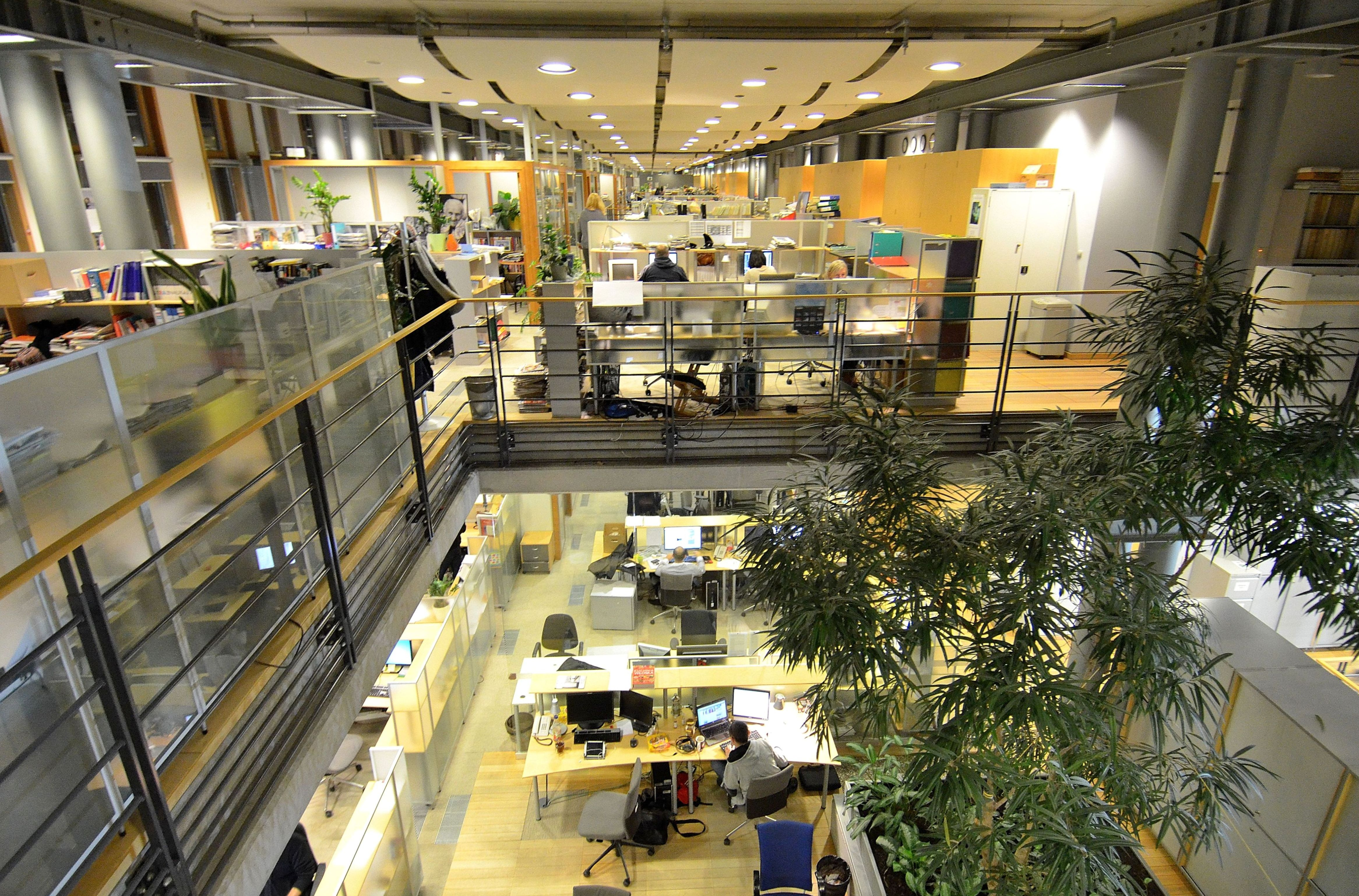
Biura redakcji „Gazety Wyborczej” w Warszawie

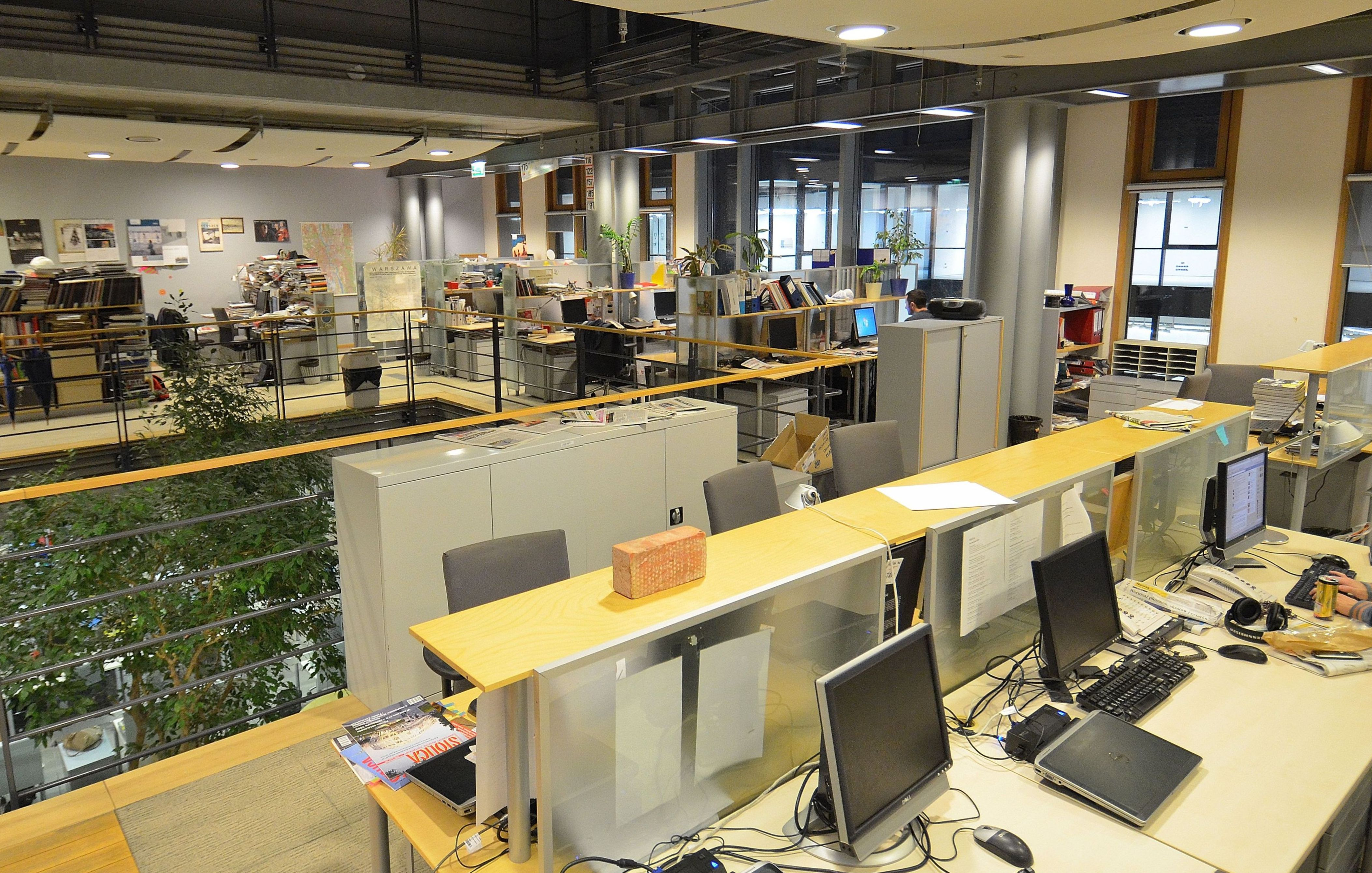
Warszawska redakcja lokalnego dodatku dziennika

Gazeta Wyborcza – ogólnopolski opiniotwórczy dziennik społeczno-polityczny o profilu centro-liberalnym, wydawany od 1989 w Warszawie przez spółkę Agora. Redaktorem naczelnym od początku jego istnienia jest Adam Michnik.
Powstała na podstawie uzgodnień Okrągłego Stołu jako organ prasowy Komitetu Obywatelskiego „Solidarność” w kampanii wyborczej przed wyborami parlamentarnymi w 1989 roku. Po zerwaniu współpracy przez związek kontynuowała działalność jako niezależny dziennik.
Siedziba redakcji „Gazety Wyborczej” mieści się w siedzibie spółki Agora przy ul. Czerskiej 8/10, wzniesionej w latach 2000–2002 według projektu zespołu architektów biura architektonicznego JEMS Architekci.
Z końcem kwietnia 2020 wydawca dziennika poinformował, że „Gazeta Wyborcza” posiada ponad 240 tys. stałych subskrybentów, którzy prenumerują wydanie elektroniczne gazety, a z końcem grudnia 2021 r. ta liczba przekroczyła 280 tys. W czerwcu 2022 było to 290 tys. subskrybentów elektronicznych. Sprzedaż dzienna wydania papierowego w I kwartale 2023 roku wynosiła ok. 42 tys. egzemplarzy. Większy nakład dziennika trafia m.in. na stacje benzynowe czy do placówek Poczty Polskiej.
W 2020 roku „Gazeta Wyborcza” była 10. najchętniej czytanym dziennikiem w Europie.

## Historia

### Powstanie dziennika
„Gazeta Wyborcza” powstała zgodnie z ustaleniami Okrągłego Stołu, jako organ prasowy Komitetu Obywatelskiego „Solidarność” w kampanii wyborczej przed wyborami parlamentarnymi w 1989 roku. Początkowo dziennik miał nosić nazwę „Gazeta Codzienna”, zaś przymiotnik „wyborcza” miał funkcjonować tylko w czasie kampanii wyborczej. Pierwszy ośmiostronicowy numer ukazał się 8 maja 1989, w nakładzie 150 tysięcy egzemplarzy. Przygotowało go 20 dziennikarzy – większość z nich była wcześniej związana z podziemnym „Tygodnikiem Mazowsze”. Redaktorem naczelnym został Adam Michnik, który przekonał do swojej kandydatury Lecha Wałęsę i został przez niego mianowany na tę funkcję. Jego zastępcami zostali Helena Łuczywo i Ernest Skalski. Gazeta była drukowana w drukarni Domu Słowa Polskiego w Warszawie. Siedziba redakcji mieściła się w budynku dawnego żłobka przy ul. Iwickiej 19.
Dziennik, występując wówczas jako pismo całego ruchu obywatelskiego, uzyskał bardzo dużą liczbę czytelników. 26 maja 1989 lokal „Wyborczej” poświęcił biskup Bronisław Dąbrowski.
Po obradach Okrągłego Stołu w czasie kryzysu prezydenckiego 3 lipca 1989 na łamach „Wyborczej” ukazał się artykuł Adama Michnika zatytułowany „Wasz prezydent, nasz premier”, w którym autor opowiedział się za wyborem prezydenta z rekomendacji Polskiej Zjednoczonej Partii Robotniczej i jednoczesnym powierzeniem misji utworzenia rządu przedstawicielowi solidarnościowej opozycji, postulując „sojusz demokratycznej opozycji z reformatorskim skrzydłem obozu władzy”. Propozycja ta jest odczytywana współcześnie jako świadectwo wyczucia dążeń obozu solidarnościowego do przejęcia większej władzy niż było to ustalone przy Okrągłym Stole, jednak oficjalnie spotkała się ze sprzeciwem. Mimo to została faktycznie zrealizowana: o ile stanowisko prezydenta objął dotychczasowy I sekretarz KC PZPR Wojciech Jaruzelski, to opozycja dzięki głosom dawnych sojuszników partii komunistycznej utworzyła pierwszy niekomunistyczny rząd w Europie Wschodniej z Tadeuszem Mazowieckim jako premierem.
Od drugiej połowy 1989 roku środowisko skupione w redakcji „Wyborczej” sympatyzowało z rządem Tadeusza Mazowieckiego, a jednocześnie było w konflikcie z przedstawicielami „Tygodnika Solidarność”. Antagonizmy te korelowały z konfliktem politycznym zwanym „wojną na górze”, podczas którego Wałęsa sprzymierzył się z frakcją Komitetu Obywatelskiego reprezentowaną przez braci Lecha i Jarosława Kaczyńskich przeciwko Mazowieckiemu. Adam Michnik wsparł środowisko premiera, wskutek czego we wrześniu 1990 Komisja Krajowa „Solidarności” podjęła uchwałę zmierzającą do odebrania „Wyborczej” prawa do zamieszczania przy winiecie znaczka „Solidarności”. Argumentowano to „tendencyjnością artykułów, które mają na celu zdyskredytowanie, jak i również ośmieszenie przewodniczącego kol. Lecha Wałęsę” oraz wyjaśnieniem, że „Gazeta nie jest organem informacyjnym »S«, tylko spółką prywatną”. W tym czasie „Tygodnik Solidarność”, którego redaktorem naczelnym był wówczas Jarosław Kaczyński, publikował felietony publicystów takich jak Romuald Szeremietiew, którzy zarzucali gazecie manipulowanie informacjami, w tym przemilczanie zdarzeń. W wyniku tego dziennik utracił prawo do posługiwania się logo związku i hasłem „Nie ma wolności bez Solidarności”. Ponadto Wałęsa zażądał dymisji Michnika (od lipca 1990 należącego do partii Ruch Obywatelski Akcja Demokratyczna) z funkcji redaktora naczelnego. Michnik ustąpił ze stanowiska, lecz jego rezygnacja nie została przyjęta przez członków redakcji, w związku z czym pozostał na stanowisku. Z redakcji odeszła grupa wcześniejszych opozycjonistów związanych z Lechem Wałęsą, co było wynikiem uwidocznienia się sporu w ramach redakcji z grupą środowiska postsolidarnościowego reprezentującego inne poglądy.

### Wpływ gazety na ujawnianie wydarzeń społeczno-politycznych
W kolejnych latach działalności publikacje dziennikarzy „Wyborczej” stanowiły często przyczynek do ujawnienia wydarzeń społeczno-politycznych w Polsce, w tym afer. Dziennik rozpoczął śledztwo dziennikarskie w sprawie tzw. afery żelatynowej z 1997 roku – przekrętu monopolistycznego z udziałem przedsiębiorcy Kazimierza Grabka. 27 grudnia 2002 dziennikarz „Wyborczej” Paweł Smoleński opublikował na łamach dziennika artykuł „Ustawa za łapówkę, czyli przychodzi Rywin do Michnika”, związany z próbą przekupstwa redaktora naczelnego gazety przez producenta filmowego Lwa Rywina. Celem działań Rywina, który przedstawiał się jako przedstawiciel „grupy trzymającej władzę”, było skłonienie Michnika do poparcia przygotowanej przez rządzący wówczas Sojusz Lewicy Demokratycznej ustawy uniemożliwiającej ekspansję koncernów medialnych na media elektroniczne. Artykuł Smoleńskiego zapoczątkował aferę Rywina, owocującą powołaniem sejmowej komisji śledczej. Wespół z innymi aferami korupcyjnymi nękającymi kraj afera Rywina pogrążyła rząd Leszka Millera, jednak samego Michnika – również prześwietlanego przez komisję pod względem powiązań biznesowych z Agorą – spotkała fala krytyki ze strony innych mediów.
Artykuł w dzienniku z 23 stycznia 2002 ujawnił aferę „łowców skór” dotyczącą zabijania pacjentów przez pracowników łódzkiego pogotowia ratunkowego i sprzedaży informacji o zgonach zakładom pogrzebowym. Natomiast publikacja z 5 kwietnia 2004 ujawniła nieprawidłowości związane z zatrzymaniem przez Urząd Ochrony Państwa prezesa PKN Orlen Andrzeja Modrzejewskiego i pozbawienia go stanowiska w lutym 2002, zapoczątkowując aferę Orlenu. Sejmowa komisja śledcza wykazała niejasne interesy przy zachodzącej wówczas próbie prywatyzacji Orlenu, a odpowiedzialny za zatrzymanie Modrzejewskiego szef UOP Zbigniew Siemiątkowski został skazany prawomocnym wyrokiem za nadużycia władzy. W wyniku artykułu z 4 grudnia 2006 pod tytułem „Praca za seks w Samoobronie” autorstwa Marcina Kąckiego wybuchł kolejny skandal polityczno-obyczajowy nazwany seksaferą. Kącki ujawnił, że Andrzej Lepper, prezes partii Samoobrona RP i urzędujący wicepremier, miał zatrudniać młode kobiety w biurach partyjnych w zamian za seks.

### Zmiana trybu pracy
We wrześniu 2020 roku powierzchnia biurowa zajmowana przez redakcję przy ul. Czerskiej w Warszawie zmniejszyła się o 40%, gdyż dziennikarze gazety i jej portalu internetowego pracują poza biurem: pracownicy papierowego wydania mogą pracować chałupniczo, a większość dziennikarzy i redaktorów serwisu internetowego pracuje zdalnie.

## Zawartość
„Gazeta Wyborcza” jest podzielona na kilka sekcji. Na drugiej stronie dziennika znajduje się zbiór felietonów autorstwa osób związanych z redakcją pisma, zatytułowany „Z drugiej strony”. Kolejne sekcje ułożone są według podejmowanych tematów:
- Sekcje Kraj i Świat dotyczą odpowiednio wiadomości pochodzących z Polski i spoza niej.
- Sekcja Witamy w Polsce zawiera reportaże poświęcone sprawom społecznym.
- Sekcja Opinie stanowi zbiór artykułów publicystycznych autorstwa członków redakcji oraz zewnętrznych ekspertów.
- Sekcja Kultura poświęcona jest wydarzeniom kulturalnym, wywiadom z artystami oraz spostrzeżeniom na temat wybranej dziedziny kulturalnej.
- Sekcja Nauka jest złożona z artykułów podsumowujących najnowsze badania naukowe w formie publicystycznej.
- Sekcja Sport opisuje najnowsze wydarzenia sportowe.

### Dodatki
Prawie każde wydanie „Gazety Wyborczej” zawiera dodatkowe treści ukazujące się w ramach tygodników tematycznych. Są nimi: „Duży Format”, „Ale Historia”, „Mój Biznes. Ludzie, praca, innowacje”, „Wyborcza TV”, „Co Jest Grane 24”, „Magazyn Świąteczny” oraz „Wysokie Obcasy”.
„Duży Format” to magazyn reporterów „Gazety Wyborczej”. Wydawany jest w poniedziałki. Publikowane są reportaże, teksty społeczne, kulturalne oraz historyczne.
We wtorki wydawany jest „Mój Biznes. Ludzie, praca, innowacje" poświęcony firmom, przedsiębiorczości i innowacjom w gospodarce, a także prezentujący ogólnopolskie i regionalne ogłoszenia z branż.
Piątkowe dodatki „Gazety Wyborczej” to: „Wyborcza TV” – tygodnik z programami stacji polskich i zagranicznych, który prezentuje dodatkowo wywiady z twórcami telewizyjnymi oraz stałe felietony, a także „Co Jest Grane 24” – magazyn zapowiadający kulturalne wydarzenia weekendu i nadchodzącego tygodnia, którego redakcja pisze o premierach filmowych i teatralnych, koncertach, wystawach oraz prezentuje polecane restauracje i kluby.
W każdą sobotę z „Gazetą Wyborczą” ukazują się: „Wolna Sobota" – magazyn opinii, w którym czytelnicy znajdą 40 stron lektury, w którym prezentowane są różne światopoglądy i światy oraz kontrowersyjne hipotezy; „Ale Historia” – tygodnik o tematyce historycznej, gdzie jego redaktorzy docierają do nieznanych wcześniej faktów, przedstawiają wyjątkowe miejsca i osoby, dzieła sztuki oraz wydarzenia kulturalne; „Wysokie Obcasy” – magazyn dla kobiet, który porusza sprawy codzienne i sprawy niezwykłe, a także publikuje portrety kobiet niekoniecznie znanych z pierwszych stron gazet.

### Styl
„Gazeta Wyborcza” jest składana w blokowym formacie pięcioszpaltowym, który został przyjęty już na początku istnienia dziennika. Pismo jest drukowane w kolorze na białym papierze, a jego okładka eksponuje najważniejszy zdaniem redakcji temat dnia w formie wielkiego nagłówka. Obecny styl dziennika jest oparty na zmianie dokonanej 7 marca 2006, kiedy została zaktualizowana jego szata graficzna, przejęta po zamkniętym dzienniku Agory „Nowy Dzień”. Podstawowy krój czcionki użyty w artykułach należy do rodzaju Tribune, zaprojektowanego przez bostońskie przedsiębiorstwo Font Bureau.

### Nagrody
„Gazeta Wyborcza” wielokrotnie otrzymywała nagrody Grand Press; w 2014 roku została uhonorowana tytułem gazety dwudziestopięciolecia. Tytuł Dziennikarza Roku przyznawany podczas rozdania tych nagród otrzymali: w 2007 Marcin Kącki, w 2010 – Artur Domosławski, w 2011 – Andrzej Poczobut, w 2013 – Mariusz Szczygieł, natomiast w 2014 – Piotr Andrusieczko. W innych kategoriach nagrody otrzymali Katarzyna Klukowska, Włodzimierz Kalicki, Jacek Hugo-Bader, Adam Wajrak, Ireneusz Dańko, Dariusz Janowski, Marcin Fabiański, Leszek Talko, Anna Bikont, Artur Włodarski, Tomasz Patora, Marcin Stelmasiak, Anna Fostalkowska, Roman Daszczyński, Krzysztof Wójcik, Angelika Kuźniak, Włodzimierz Nowak, Wojciech Staszewski, Magdalena Grochowska, Maciej Samcik, Joanna Wojciechowska, Paweł Wiejas, Piotr Głuchowski, Marcin Kowalski, Magdalena Grzebałkowska, Urszula Jabłońska, Agnieszka Kublik, Bartosz T. Wieliński, Donata Subbotko, Elżbieta Sidi, Anna Śmigulec oraz Grzegorz Sroczyński. Dziennikarze pisma byli nagradzani również podczas czterech ceremonii rozdania Ostrego Pióra.
W 2004 r. redakcja została wyróżniona statuetką "Dobosz Powstania Wielkopolskiego", przyznawaną przez Zarząd Główny Towarzystwa Pamięci Powstania Wielkopolskiego 1918/1919.
W 2022 r. Gazeta Wyborcza i Fundacja Gazety Wyborczej otrzymały nagrodę Złote Pióro Wolności za walkę o niezależne dziennikarstwo i realizowanie swojej misji mimo presji ze strony władz.

### Strona internetowa
Po raz pierwszy treści z dodatków do „Gazety Wyborczej” były udostępniane przez Agorę w Internecie w 1994 roku. Pierwsze zarchiwizowane strony witryny informacyjnej pisma pochodzą z grudnia 1996 (zamieszczone w domenie gazeta.pl) i z maja 2001 (zamieszczone w domenie wyborcza.pl). Już w 2001 serwis funkcjonujący w domenie gazeta.pl, początkowo będący wersją internetową „Wyborczej”, został przekształcony w osobny informacyjny portal internetowy. 
W 2006 roku z portalu Gazeta.pl wydzielono odrębną witrynę gazetawyborcza.pl będącą elektroniczną wersją „Gazety Wyborczej”. Obecnie serwis funkcjonuje w domenie wyborcza.pl, funkcjonującej jako nazwa serwisu. Pierwszym redaktorem naczelnym serwisu był Edward Krzemień. Serwis Wyborcza.pl publikuje artykuły, które równolegle ukazały się w drukowanej wersji dziennika i dodatkach do niego. Ponadto serwis zamieszcza dodatkowe treści, niewystępujące w drukowanej „Gazecie Wyborczej”: materiały wideo, zgrupowane tematycznie zdjęcia, rysunki. Oprócz portalu Wyborcza.pl treści występujące w piśmie są publikowane także w odrębnym serwisie Wyborcza.biz, poświęconemu ekonomii i gospodarce. Powiązany z serwisem Wyborcza.pl jest portal BIQdata, na którym są zamieszczane raporty społeczno-polityczne w postaci wykresów, infografik i innych graficznych przedstawień wartości liczbowych. Jego otwarcie nastąpiło 23 września 2014. Cała treść „Gazety Wyborczej” w internecie jest płatna od 4 lutego 2014. Liczba cyfrowych prenumerat wynosiła w kolejnych latach: 55 tysięcy (2014), 77 tysięcy (2015), 100 tysięcy (2016), 200 tysięcy (2019), 220 tysięcy (2020), 260 tysięcy (2021).
W 2012 zostało uruchomione internetowe archiwum „Gazety Wyborczej”, umożliwiające dostęp do treści wszystkich artykułów opublikowanych w piśmie oraz w dodatkach do niego.
Według Alexy serwis Wyborcza.pl jest 36. najpopularniejszym serwisem internetowym w Polsce.

### Aplikacja mobilna
Treści z „Gazety Wyborczej” są dostępne zarówno w wersji na komputery osobiste, jak i poprzez aplikację mobilną. 10 czerwca 2009 posiadacze iPhone’ów zyskali możliwość pobrania aplikacji dziennika przez sklep App Store. 20 lipca 2012 została uruchomiona aplikacja na iPada. W lutym 2012 przeglądanie artykułów z dziennika zostało umożliwione na czytniku Kindle. Pierwsza wersja aplikacji dla urządzeń z systemem operacyjnym Android, wyprodukowana przez studio deweloperskie We Like Caps, pojawiła się w usłudze Google Play 7 lipca 2014.

## Profil dziennika

### Zaangażowanie polityczne
Nowa encyklopedia powszechna PWN z 1995 roku klasyfikuje „Gazetę Wyborczą” jako „pismo o orientacji liberalno-demokratycznej”. Medioznawca Ryszard Filas twierdzi, że gazeta jest „przez przeciwników kojarzona z centrolewicą”, natomiast bibliotekoznawca Michał Rogoż podkreśla jej liberalno-lewicowy charakter, „dopuszczający jednak szereg różnych stanowisk światopoglądowych”. W czasie kampanii przed wyborami prezydenckimi w 1990 roku redakcja dziennika sympatyzowała z kandydującym Tadeuszem Mazowieckim, opowiadając się zarazem przeciwko kandydaturze Lecha Wałęsy. W raporcie Walerego Pisarka dotyczącego prasy ogólnopolskiej z 1995 wykazane zostało, że podczas wyborów parlamentarnych w 1993 roku „Wyborcza” opowiadała się za Unią Demokratyczną, krytykując zarazem Konfederację Polski Niepodległej. Po powstaniu Unii Wolności redakcja pisma wspierała postulaty tej partii, a z kolei po jej rozpadzie zaczęła sympatyzować z Platformą Obywatelską, wykazując tendencje ku krytycznemu podejściu wobec partii Prawo i Sprawiedliwość. Przekładało się to na oficjalne poparcie wyborcze dla Platformy Obywatelskiej podczas wyborów parlamentarnych w 2007 oraz prezydenckich w 2010 i 2015, gdy w obu przypadkach redaktorzy namawiali do głosowania na kandydata PO Bronisława Komorowskiego. W trakcie wyborów parlamentarnych w 2011 dziennik również poparł PO.

### Światopogląd
„Gazeta Wyborcza” sprzeciwia się przejawom postaw nacjonalistycznych i antysemickich w społeczeństwie polskim. W sierpniu 1996 redaktorzy pisma gazety wyrazili sprzeciw wobec umorzenia postępowania w sprawie przewodniczącego Polskiej Wspólnoty Narodowej Bolesława Tejkowskiego, którego działalność ich zdaniem nawoływała do nienawiści na tle rasowym. Publicyści na łamach dziennika w 2002 roku nawoływali do poprawy stosunków polsko-niemieckich i polsko-ukraińskich.
Publicyści „Wyborczej” postulują rozdział Kościoła katolickiego od państwa w kwestiach światopoglądowych. W 1990 roku na łamach dziennika propagowano pogląd sprzeciwiający się przywróceniu nauki religii w szkołach. W 1993 roku, kiedy Sejm uchwalił ustawę penalizującą aborcję, pismo przyjmowało krytyczny punkt widzenia wobec argumentów ruchów pro-life, publikując szereg wywiadów z przedstawicielkami ruchu feministycznego. Podobna debata stała się udziałem pisma w kwestii legalizacji narkotyków. W lipcu 2009 dziennik przeprowadził cykl „My, narkopolacy”, przekonując, że polska polityka przeciwdziałania narkomanii wymaga zmian.
„Wyborcza” nie ma jednoznacznej opinii w kwestiach ekonomicznych. Na łamach pisma wypowiadają się zarówno publicyści opowiadający się za liberalizacją gospodarki i ograniczeniem ingerencji państwa w działalność przedsiębiorczą jednostki, jak i krytycy neoliberalnej polityki ekonomicznej głoszący tezy o jej niewydolności.

### Inicjatywy
„Gazeta Wyborcza” jest organizatorem różnorodnych inicjatyw. W 1996 roku zorganizowała wraz z PricewaterhouseCoopers konkurs „Grasz o staż”, w którym biorą udział studenci i absolwenci uczelni, a którego celem jest wypromowanie aktywnych i konkurencyjnych młodych ludzi na rynku pracy. Do marca 2015 zorganizowanych zostało dziewiętnaście edycji konkursu. Dziennik ma w dorobku również kilkanaście innych akcji zachęcających do aktywności społecznej.
Od 1999 roku redakcja przyznaje tytuł Człowieka Roku „Gazety Wyborczej”. Pierwszą osobą uhonorowaną tym tytułem był Václav Havel. Kolejne tytuły otrzymali George Soros (2000), Siergiej Kowalow (2001), Joschka Fischer (2002), Günter Verheugen (2003), Bronisław Geremek (2004), Javier Solana (2005), Zbigniew Brzeziński (2006), Józef Życiński (2007), Andrzej Wajda (2008), Tadeusz Mazowiecki (2009, również tytuł Człowieka Dwudziestolecia), Władysław Bartoszewski (2010), Richard von Weizsäcker (2011), Tadeusz Konwicki (2012), Yoani Sánchez (2013), Michaił Chodorkowski (2014), Bronisław Komorowski (2015), Timothy Snyder, Frans Timmermans. Oddzielne tytuły dla osobowości roku przyznają magazyn „Wysokie Obcasy” (tytuł Polki Roku) oraz katowicki oddział „Wyborczej” (Cegła Janoscha).
Od 2017 magazyn „Wysokie Obcasy” wyróżnia 50 Śmiałych – „To kobiety o lwich sercach, które zmieniają świat, Polskę na lepsze”. W 2018 r. zorganizowano plebiscyt Polka Stulecia, w którym zwyciężyła Maria Skłodowska-Curie, a następne w kolejności były: Anna Grodzka, Irena Sendlerowa, Kora, Janina Ochojska, s. Małgorzata Chmielewska, Wisława Szymborska, Maria Czubaszek, Ewa Błaszczyk i Ewa Łętowska.

## Nakład i sprzedaż
Od momentu powstania „Gazety Wyborczej” do końca 1989 roku jej średni nakład sięgał miliona egzemplarzy. W 1994 roku nakład dziennika sięgał 511 tysięcy egzemplarzy, z czego sprzedawanych było przeciętnie 418 tysięcy. Później nakład i sprzedaż spadały przez dwa lata, by od 1997 rosnąć. W 1999 roku w obiegu ukazywało się średnio 569 tysięcy egzemplarzy pisma, z czego przeciętnie 443 tysięce było sprzedawane.
W grudniu 2003 „Wyborcza” straciła pozycję najpoczytniejszego dziennika na rzecz dziennika „Fakt”, jednak utrzymała w latach 2004–2007 sprzedaż na poziomie powyżej 400 tysięcy egzemplarzy. Odtąd sprzedaż „Wyborczej” spada systematycznie, co jest stałą tendencją w prasie i wiąże się między innymi ze wzrastającą popularnością portali internetowych. Po zmianie władzy państwowe instytucje i firmy oraz spółki Skarbu Państwa ograniczyły prenumeratę gazety. W wyniku strat finansowych wydawca pisma, Agora SA, zarządził grupowe zwolnienia dziennikarzy oraz zrezygnował z zatrudniania korespondentów zagranicznych. W I-III kwartale 2016 średnia sprzedaż dziennika wynosiła 232 281 egzemplarzy, w tym przy sprzedaży kioskowej (pojedynczych wydań drukowanych) 143 302 egzemplarze. W I-III kwartale 2017 sprzedaż dziennika spadła o 21,19%. W kwietniu 2018 sprzedaż zmalała o 21,55 proc. i wyniosła 65 279 egz.
Rozpowszechnianie płatne „Gazety Wyborczej”, wydawanej przez Agorę, w czerwcu 2019 zmniejszyło się rok do roku o 10,47 proc. do 92,98 tys. szt. W 2022 roku sprzedaż Gazety Wyborczej spadła do 48 133 egzemplarzy (łącznie w formie papierowej oraz e-wydań). W 2023 średnia sprzedaż wynosiła 39 753 egz., w tym 1232 e-wydania.
Średni nakład jednorazowy (niebieski), całkowite rozpowszechnianie płatne (zielony) i sprzedaż ogółem (różowy)
Dane:
Źródło: 1

## Prenumerata cyfrowa
W lutym 2014 roku „Gazeta Wyborcza” była pierwszym tytułem w Polsce, który wprowadził ofertę płatnej prenumeraty cyfrowej.
Według danych dziennika liczba abonamentów cyfrowych na koniec 2016 wynosiła ok. 100 tysięcy, na koniec 2017 – 133 tysiące, na koniec 2018 – 170 549, na koniec maja 2019 – 192 415, na koniec września 2019 – 200 226, na początku 2020 – 220 tys., w 2021 – 260 tysięcy, a pod koniec 2022 r. przekroczyła 300 tysięcy.

## Druk
Ze względu na spadek popytu na rynku poligraficznym w marcu 2019 Agora podjęła decyzję o zamknięciu do 30 czerwca drukarni w Tychach i Pile oraz skoncentrowaniu działalności (w tym druku całego nakładu „Gazety Wyborczej” i wszystkich jej dodatków) w drukarni przy ul. Daniszewskiej 27 w dzielnicy Białołęka w Warszawie.

## Kontrowersje
6 listopada 2001 dawni działacze Studenckiego Komitetu Solidarności opublikowali w dzienniku „Rzeczpospolita” list otwarty, w którym oskarżyli dziennikarza „Gazety Wyborczej” Lesława Maleszkę o dawną współpracę ze Służbą Bezpieczeństwa. List ten nie został wcześniej dopuszczony do publikacji w „Wyborczej”. Maleszka przyznał się do współpracy z aparatem represji w Polskiej Rzeczypospolitej Ludowej pod pseudonimem „Ketman”. Jego przeszłość spotkała się z potępieniem ze strony redakcji gazety. Maleszce zabroniono publikować, jednak „ze względów humanitarnych i socjalnych” pozwolono mu redagować teksty w domu. Z „Wyborczej” odszedł na własną prośbę, w maju 2008 po emisji filmu Trzech kumpli w reżyserii Anny Ferens i Ewy Stankiewicz.
W styczniu 2015 roku Stowarzyszenie Dziennikarzy Polskich przyznało dziennikarzom „Wyborczej” Wojciechowi Czuchnowskiemu i Piotrowi Stasińskiemu tytuł Hieny Roku za wypowiedzi na temat zajęcia siedziby Państwowej Komisji Wyborczej przez dziennikarzy w listopadzie 2014. Stowarzyszenie komentowało te wypowiedzi jako „lekceważące i pozbawione empatii oraz zawodowej solidarności”. W obronie redaktorów pisma wystąpiło wielu dziennikarzy „Wyborczej” oraz ponad 50 dziennikarzy innych mediów, wskutek czego tytuł utrzymano wyłącznie dla Stasińskiego, rezygnując z przyznawania go Czuchnowskiemu.
W wydaniu z 4 kwietnia 2022 „Gazeta Wyborcza” opublikowała na pierwszej stronie wersji papierowej oraz portalu Wyborcza.pl nieretuszowane zdjęcia rzezi w Buczy w celu pokazywania rzeczywistości –  zdaniem zastępcy redaktora naczelnego Bartosza Wielińskiego.
20 marca 2025 sąd wydał prawomocny wyrok, którym nakazał „Gazecie Wyborczej” opublikowanie przeprosin i wpłatę 50 tys. zł na cele charytatywne za to, że w artykule z 2022 roku oskarżyła Marka Mendyka o pedofilię.

## Cytowanie pisma
Według raportów Instytutu Monitorowania Mediów w 2015 roku „Gazeta Wyborcza” sześciokrotnie (w lutym, kwietniu, maju, sierpniu, wrześniu i październiku) zajmowała pozycję najczęściej cytowanego polskiego medium.
Działalność „Wyborczej” bywała krytykowana w publikacjach takich publicystów, jak były współpracownik redakcji Stanisław Remuszko (Gazeta Wyborcza. Początki i okolice, 1999), Leszek Żebrowski (Paszkwil Wyborczej. Michnik i Cichy o Powstaniu Warszawskim, 1995, wydanie rozszerzone 2013), Rafał A. Ziemkiewicz (Michnikowszczyzna. Zapis choroby, 2006), Waldemar Łysiak (Rzeczpospolita kłamców – Salon, 2004) oraz Artur Dmochowski (Kościół Wyborczej, 2014).

## Zespół redakcyjny
Dziennikarze

- Marek Beylin
- Tomasz Bielecki
- Anna Bikont
- Seweryn Blumsztajn
- Witold Gadomski
- Paweł Goźliński
- Roman Imielski
- Aleksandra Klich
- Agnieszka Kublik
- Jarosław Kurski
- Adam Leszczyński
- Mirosław Maciorowski
- Wojciech Mazowiecki
- Adam Michnik
- Ewa Milewicz
- Paweł Mossakowski
- Roman Pawłowski
- Paweł Smoleński
- Tadeusz Sobolewski
- Piotr Stasiński
- Katarzyna Surmiak-Domańska
- Jacek Szczerba
- Joanna Szczęsna
- Mariusz Szczygieł
- Leszek Talko
- Jan Turnau
- Adam Wajrak
- Bartosz T. Wieliński
- Dominika Wielowieyska
- Artur Włodarski
- Paweł Wroński
- Dariusz Zaborek
- Rafał Zakrzewski

Felietoniści
- Kinga Dunin
- Konstanty Gebert
- Michał Ogórek
- Andrzej Stasiuk
- Piotr Wierzbicki

Byli dziennikarze

- Zdzisław Ambroziak
- Jacek Borkowicz
- Marcin Bosacki
- Leon Bójko
- Leszek Budrewicz
- Tomasz Burski
- Andrzej Chłopecki
- Michał Cichy
- Wanda Dybalska
- Artur Domosławski
- Roman Graczyk
- Renata Grochal
- Grzegorz Górny
- Jerzy Jachowicz
- Andrzej Jagodziński
- Wojciech Jagielski
- Aleksander Kaczorowski
- Jacek Kalabiński
- Rafał Kalukin
- Marek Kossakowski
- Edward Krzemień
- Mikołaj Lizut
- Krzysztof Leski
- Robert Leszczyński
- Cezary Łazarewicz
- Paweł Ławiński
- Helena Łuczywo
- Marek Magierowski
- Lesław Maleszka
- Michał Matys
- Katarzyna Montgomery
- Piotr Najsztub
- Piotr Nehring
- Agata Nowakowska
- Michał Olszewski
- Wojciech Orliński
- Lidia Ostałowska
- Piotr Pacewicz
- Beata Pawlak
- Jacek Pawlicki
- Jacek Rakowiecki
- Juliusz Rawicz
- Stanisław Remuszko
- Robert Sankowski
- Ernest Skalski
- Wojciech Staszewski
- Andrzej Stefański
- Justyna Suchecka
- Małgorzata Szejnert
- Wojciech Tochman
- Leopold Unger
- Joachim Waloszek
- Bartosz Węglarczyk
- Sławomir Zagórski
- Danuta Zagrodzka
- Jacek Żakowski
- Bartosz Żurawiecki